# Omus dejeanii
Omus dejeanii är en skalbaggsart som beskrevs av Reiche 1838. Omus dejeanii ingår i släktet Omus och familjen jordlöpare. Inga underarter finns listade i Catalogue of Life.